# Chlorospatha planadensis
Chlorospatha planadensis är en kallaväxtart som beskrevs av Thomas Bernard Croat och L.P.Hannon. Chlorospatha planadensis ingår i släktet Chlorospatha och familjen kallaväxter. Inga underarter finns listade.